# Dasycercus
Dasycercus es un género de marsupiales dasiuromorfos de la familia Dasyuridae. Son carnívoros propios de Australia. Comprende dos especies, y otra (Dasycercus worboysi) que se conoce solo por sus restos fósiles.

## Especies
Se reconocen las siguientes:
- Dasycercus blythi
- Dasycercus cristicauda
- Dasycercus worboysi †